# División de Honor Plata de balonmano 2009-10

## Clasificación final
| Pos | Equipo                         | J  | G  | E | P  | GF  | GC  | Dif  | Pts |
| --- | ------------------------------ | -- | -- | - | -- | --- | --- | ---- | --- |
| 1   | Alser Puerto Sagunto           | 30 | 23 | 0 | 7  | 922 | 777 | +146 | 46  |
| 2   | Rayet BM Guadalajara           | 30 | 20 | 4 | 6  | 865 | 800 | +65  | 44  |
| 3   | Helvetia Anaitasuna            | 30 | 19 | 5 | 6  | 944 | 852 | +92  | 43  |
| 4   | PRASA Pozoblanco               | 30 | 20 | 2 | 8  | 915 | 816 | +99  | 42  |
| 5   | ARS Palma del Río              | 30 | 18 | 4 | 8  | 919 | 872 | +47  | 40  |
| 6   | SD Teucro (D)                  | 30 | 19 | 2 | 9  | 930 | 835 | +95  | 40  |
| 7   | Obearagón BM Huesca            | 30 | 15 | 9 | 6  | 896 | 830 | +66  | 39  |
| 8   | BM Barakaldo                   | 30 | 13 | 3 | 14 | 850 | 871 | -21  | 29  |
| 9   | Adelma Sinfín                  | 30 | 11 | 3 | 16 | 892 | 905 | -13  | 25  |
| 10  | Bidasoa Irún                   | 30 | 10 | 5 | 15 | 866 | 900 | -34  | 25  |
| 11  | Grupo Pinta Torrelavega (A)    | 30 | 10 | 3 | 17 | 861 | 904 | -43  | 23  |
| 12  | Artepref Villa de Aranda       | 30 | 10 | 3 | 17 | 854 | 913 | -59  | 23  |
| 13  | Almoradí Mahersol              | 30 | 7  | 5 | 18 | 796 | 924 | -128 | 19  |
| 14  | Cajasol PAN Moguer (A)         | 30 | 7  | 3 | 20 | 796 | 924 | -87  | 17  |
| 15  | Ángel Ximénez Puente Genil (A) | 30 | 6  | 3 | 21 | 769 | 846 | -77  | 15  |
| 16  | Cajasur Córdoba 2016 (A)       | 30 | 3  | 4 | 23 | 829 | 977 | -148 | 10  |

|  | Ascenso directo a Liga ASOBAL     |
|  | Play-off de ascenso a Liga ASOBAL |
|  | Descenso a Primera Nacional       |
|  | (D) Descendidos 2009              |
|  | (A) Ascendidos 2009               |

### Fase de ascenso (29 y 30/5/2010)
El equipo ganador de esta fase disputada en Guadalajara, asciende a la Liga ASOBAL 2010-11.
|  | Semifinales | Semifinales          | Semifinales      |                  |                      | Final                | Final | Final |  |
|  |             |                      |                  |                  |                      |                      |       |       |  |
|  |             |                      |                  |                  |                      |                      |       |       |  |
|  | 1           | Rayet BM Guadalajara | 30               |                  |                      |                      |       |       |  |
|  | 1           | Rayet BM Guadalajara | 30               |                  |                      |                      |       |       |  |
|  | 4           | ARS Palma del Río    | 27               |                  |                      |                      |       |       |  |
|  | 4           | ARS Palma del Río    | 27               |                  | Rayet BM Guadalajara | Rayet BM Guadalajara | 30    |       |  |
|  |             |                      |                  |                  | Rayet BM Guadalajara | Rayet BM Guadalajara | 30    |       |  |
|  |             |                      | PRASA Pozoblanco | PRASA Pozoblanco | 29                   |                      |       |       |  |
|  | 3           | Helvetia Anaitasuna  | PRASA Pozoblanco | PRASA Pozoblanco | 29                   | 33                   |       |       |  |
|  | 3           | Helvetia Anaitasuna  |                  |                  |                      | 33                   |       |       |  |
|  | 2           | PRASA Pozoblanco     | 34               |                  |                      |                      |       |       |  |
|  | 2           | PRASA Pozoblanco     | 34               |                  |                      |                      |       |       |  |
|  |             |                      |                  |                  |                      |                      |       |       |  |

### Resumen
|  | Campeón de Liga: Alser Puerto Sagunto                                                                                |
|  | Ascienden a Liga ASOBAL 2011/2012: Alser Puerto Sagunto y Rayet BM Guadalajara                                       |
|  | Juegan Play-off de ascenso a ASOBAL: Rayet BM Guadalajara, Helvetia Anaitasuna, PRASA Pozoblanco y ARS Palma del Río |
|  | Descienden a Primera Nacional: Cajasol PAN Moguer, Ángel Ximénez Puente Genil y Cajasur Córdoba 2016                 |
|  | Ascienden de Primera Nacional: FC Barcelona "B", Universidad de León Ademar y Pines BM Badajoz                       |